# Зубчатая железная дорога Диакоптон — Калаврита
Железная дорога Диакоптон — Калаврита (греч. Οδοντωτός σιδηρόδρομος Διακοπτού - Καλαβρύτων) — историческая железнодорожная линия в Греции с шириной колеи 750 мм между городами Диакоптон и Калаврита в Ахее на Пелопоннесе. Линия длиной 22 километров проходит от побережья Коринфского канала через ущелье Вурайкос в город Калавриту.
Железная дорога была построена компанией Железные дороги Пирея, Афин и Пелопоннеса (SPAP). Инфраструктура и подвижной состав в настоящее время принадлежит Организации Железных Дорог Греции (OSE), а оператором линии является компания TrainOSE.

## Техническая информация
Железная дорога состоит из одного пути с шириной колеи 750 мм. Длина дороги 22 346 м, высота над уровнем моря 720 метров. Максимальный уровень наклона железнодорожного полотна 17,5 %. На всем протяжении линии существует три секции с установленным зубчатым механизмом. Общая длина таких секций 3,8 км. Максимальная скорость на линии 40 км/час, на участках с зубчатым механизмом — 12 км/час.
На линии расположен мост через ущелье Вурайкос, а также многочисленные тоннели. Депо и все техническое оборудование расположено в Диакоптоне.

## Современное состояние и расписание
OSE провела крупную реконструкцию железнодорожного полотна в северной части дороги, а также реконструкцию технических сооружений: мостов и тоннелей. В настоящее время линия обслуживается по ограниченному расписанию: три поезда в каждом направлении в будние дни и два дополнительных поезда в выходные и праздничные дни.
По состоянию на лето 2014 года отправление поездов из Диакоптона осуществлялось в 08:45, 11:15 и 14:32 с понедельника по пятницу и в 08:45, 11:15, 12:33, 14:32 и 15:52 в выходные и праздничные дни. Поезда в направлении Калаврита — Диакоптон отправляются в 09:57, 12:27, 15:50 с понедельника по пятницу и в 09:57, 12:27, 14:30, 15:50 и 17:08 по выходным дням. Билеты на поезд в оба направления приобретаются на железнодорожной станции в Диакоптоне.

## Подвижной состав

### Паровые локомотивы
6 паровых локомотивов были сконструированы специально для этой линии.
| Локомотив   | Тип     | Производитель      | Год  | Примечание                                  |
| ----------- | ------- | ------------------ | ---- | ------------------------------------------- |
| ΔΚ1 ΔΚ-8001 | 0-6-2RT | Cail               | 1891 |                                             |
| ΔΚ2         | 0-6-2RT | Cail               | 1891 |                                             |
| ΔΚ3 ΔΚ-8003 | 0-6-2RT | Cail               | 1891 |                                             |
| ΔΚ4         | 0-6-2RT | Cail               | 1891 | Выставлен в Афинском железнодорожном музее. |
| ΔΚ11        | 0-6-2RT | Krupp              | 1891 |                                             |
| ΔΚ-8005     | 0-6-2RT | SPAP Piraeus Works | 1954 |                                             |

### Дизельные локомотивы
Первая партия современных дизельных локомотивов для линии Диакоптон — Калаврита состояла из трех дизель-электрических поездов (класс 3001), построенных компанией Billard в 1958 году. Поезда были пронумерованы от ΑΔΚ 01 до ΑΔΚ 03. Затем нумерация была изменена на ΑΒδφπτ 3001, ΑΒδφπτ 3002, ΑΒδφπτ 3003. Три аналогичных поезда (Class 3004) были построены компанией Decauville в 1967 году и пронумерованы от ΑΒδφπτ 3004 до ΑΒδφπτ 3006.
Четыре новых дизель-электрических локомотива (класс 3107) были заказаны у компании Stadler Rail и поступили в эксплуатацию в 2009 году.
| Поезд | Производитель | Год  | Транспортные единицы |
| ----- | ------------- | ---- | -------------------- |
| 3001  | Billard       | 1958 | 3001+OPE3501+3001    |
| 3002  | Billard       | 1958 | 3002+OPE3502+3002    |
| 3003  | Billard       | 1958 | 3003+OPE3503         |
| 3004  | Decauville    | 1967 | 3004+OPE3504+3004    |
| 3005  | Decauville    | 1967 | 3005+OPE3505+3005    |
| 3006  | Decauville    | 1967 | 3006+OPE3506+3006    |
| 3107  | Stadler       | 2009 | 3107+3507+3207       |
| 3108  | Stadler       | 2009 | 3108+3508+3208       |
| 3109  | Stadler       | 2009 | 3109+3509+3209       |
| 3110  | Stadler       | 2009 | 3110+3510+3210       |